# MPF (biologia)
Il fattore che promuove la maturazione, abbreviato spesso in MPF (dall'inglese Maturation promoting factor), è una proteina eterodimerica formata da ciclina B e da chinasi ciclina dipendenti (CDK, anche note come Cdc2 o p34 chinasi) che stimola la fase della mitosi e della meiosi nel ciclo cellulare. L'MPF promuove il passaggio dalla fase G2 alla fase M fosforilando diverse proteine necessarie durante la mitosi. L'MPF viene attivato alla fine della fase G2 da un enzima fosfatasi che rimuove un gruppo fosfato inibitorio aggiunto in precedenza.

## Scoperta
Esperimenti condotti da Masui e Markert nel 1971 dimostrano che microiniettando citoplasma prelevato da oociti stimolati con progesterone in oociti immaturi (fermi in fase G2) fosse sufficiente a completare la prima divisione meiotica in assenza di stimolazione ormonale. Si dedusse, dunque, che il citoplasma di cellule uovo adulte dovesse contenere un fattore proteico, che da solo era in grado di innescare l'ingresso in fase M. Questo fattore venne chiamato MPF.

## Struttura
In cellule del lievito S.pombe MPF è formato da Cdc13 e Cdc2, mentre nell'uomo MPF è formato da Cdk1, che rappresenta la subunità catalitica e ciclina B, che è la  subunità regolatoria.

## Ruolo nel ciclo cellulare

### Attivazione dell'MPF
L'MPF deve essere attivato affinché la cellula passi dalla fase G2 alla fase M. Ci sono 3 residui amminoacidici responsabili di questo. La treonina-161 (Thr-161) sulla CDK deve essere fosforilata da una chinasi chiamata CAK (Cyclin Activating Kinase). La CAK fosforila la treonina-161 solo quando la ciclina B è legata alla CDK. L'attivazione richiede la defosforilazione di altri due residui amminoacidici sulla CDK: viene tolto un gruppo fosfato e aggiunto un gruppo ossidrile alla treonina-14 (Thr-14) e alla tirosina-15 (Tyr-15).

### Sommario delle funzioni dell'MPF
- Stimola la formazione del fuso mitotico
- Promuove la condensazione della cromatina attraverso la fosforilazione delle condensine
- Causa la degradazione della membrana nucleare fosforillando i filamenti intermedi che costituiscono la lamina nucleare
- Causa la fosforilazione di GM130 che conduce alla frammentazione del Golgi e del reticolo endoplasmatico

### Bersagli dell'MPF
I seguenti elementi sono influenzati dall'MPF.
- Condensine: grandi complessi proteici che permettono la condensazione della cromatina (vedi profase)
- Diverse proteine associate ai microtubuli coinvolte nella formazione del fuso mitotico
- Lamina: l'interazione con essa contribuisce alla degradazione della membrana nucleare
- Istoni H1 e H3
- Matrice del Golgi

### Inibizione della Miosina
L'MPF fosforilla siti inibitori presenti sulla miosina all'inizio della mitosi, questo impedisce la citodieresi. Durante l'anafase l'attività dell'MPF diminuisce, i siti inibitori sono defosforillati e la citodieresi avviene.

### Degradazione da parte dell'APC
APC, sigla per anaphase-promoting complex, è responsabile della transizione dalla metafase all'anafase che contiene un E3 ligasi e quindi in grado di degradare la ciclina e anche altre proteine necessarie per l'entrata in anafase, ovvero la securina.
L'APC è in grado di attaccare l'ubiquitina ad una proteina, appunto per il fatto che contiene una E3 ligasi, e la attacca alla struttura della securina. Questa proteina è l'inibitore della separasi, una volta ubiquitinato la securina, la separasi viene liberata ed è in grado di tagliare le coesine che univano i cromatidi fratelli al livello del centromero. In questo modo permette la migrazione verso i poli del fuso dei cromatidi fratelli. 